# Eupithecia albimaculata
Eupithecia albimaculata är en fjärilsart som beskrevs av Fletcher 1956. Eupithecia albimaculata ingår i släktet Eupithecia och familjen mätare. Inga underarter finns listade i Catalogue of Life.